# Hemandradenia
Hemandradenia es un género  de plantas fanerógamas de la familia de las connaráceas.  Comprende 4 especies descritas y de estas, solo 2 aceptadas.

## Taxonomía
El género fue descrito por Otto Stapf  y publicado en Bulletin of Miscellaneous Information Kew 1908: 288. 1908.

## Especies aceptadas
A continuación se brinda un listado de las especies del género Hemandradenia aceptadas hasta diciembre de 2013, ordenadas alfabéticamente. Para cada una se indica el nombre binomial seguido del autor, abreviado según las convenciones y usos.
- Hemandradenia chevalieri Stapf
- Hemandradenia mannii Stapf